# جورج روبرت أرمسترونغ
جورج روبرت أرمسترونغ (بالإنجليزية: George Robert Armstrong)‏ هو سياسي أمريكي، ولد في 1 أغسطس 1819، وتوفي في 20 أبريل 1896 في أوماها في الولايات المتحدة.